# Lim Chong Eu
Tun Dato' Seri Lim Chong Eu (* 28. Mai 1919 in Penang; † 24. November 2010 ebenda) war ein malaysischer Politiker und Geschäftsmann.
Lims Heimatinsel Penang war bis 1957 eine britische Kronkolonie. 1937 bekam er ein Stipendium und studierte bis 1944 an der Universität Edinburgh Medizin. Sein Bruder ist der Architekt und Experte für Ingwer- und Palmengewächse Dato' Seri Lim Chong Keat (* 1930).
Schon während der britischen Kolonialzeit war Lim politisch aktiv, 1951 wurde er in den Stadtrat von Penang gewählt. Nach der Unabhängigkeit Malaysias war er von 1958 bis 1959 Vorsitzender der Malaysian Chinese Association (MCA), die mit der regierenden malaiisch-nationalistischen UMNO des Premierministers Tunku Abdul Rahman in der Allianz-Partei verbunden war. Dann verließ Lim die MCA und gründete die United Democratic Party, die 1968 in der Parti Gerakan Rakyat Malaysia (Gerakan) aufging, deren Vorsitzender Lim von 1969 bis 1980 war. Die Gerakan verbündete sich 1972 ebenfalls mit der UMNO und war ab 1974 Bestandteil des regierenden Parteienbündnisses Barisan Nasional. 
Als Vertreter des Wahlkreises Tanjong wurde Lim 1964 erstmals ins Malaysische Parlament gewählt, dem er bis zu seiner Auflösung 1969 und erneut von 1971 bis 1978 angehörte. Von 1969 bis 1990 war er Ministerpräsident von Penang. Als solcher gilt er als der Vater der Industrialisierung dieses Bundesstaats. Er sorgte dafür, dass sich zahlreiche Unternehmen der Elektronikbranche in Penang ansiedelten, das sich daraufhin zum „Silicon Island“ Asiens entwickelte.
Nach 1990 zog er sich aus der Politik zurück, um sich auf seine Geschäfte zu konzentrieren. Er war Vorsitzender und Berater einiger großer Unternehmen.